# Dingle-Halbinsel
Die Dingle-Halbinsel (englisch Dingle Peninsula, irisch Corca Dhuibhne ˌkɔrkə ˈɣɰiːnʲə, nach einer alten Stammesgruppe) liegt im County Kerry, in der Provinz Munster in Irland. Sie hat ihren anglisierten Namen vom Ort Dingle (An Daingean), der im Westen der 50 km langen und durchschnittlich 9 km breiten Halbinsel liegt.

## Geologie und Geschichte

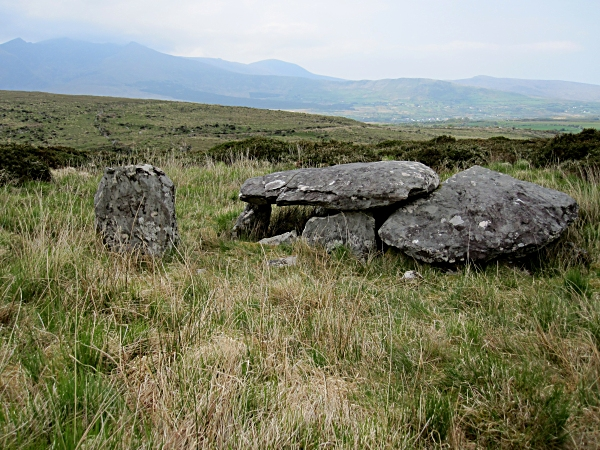
Wedge Tomb bei Ballyhoneen

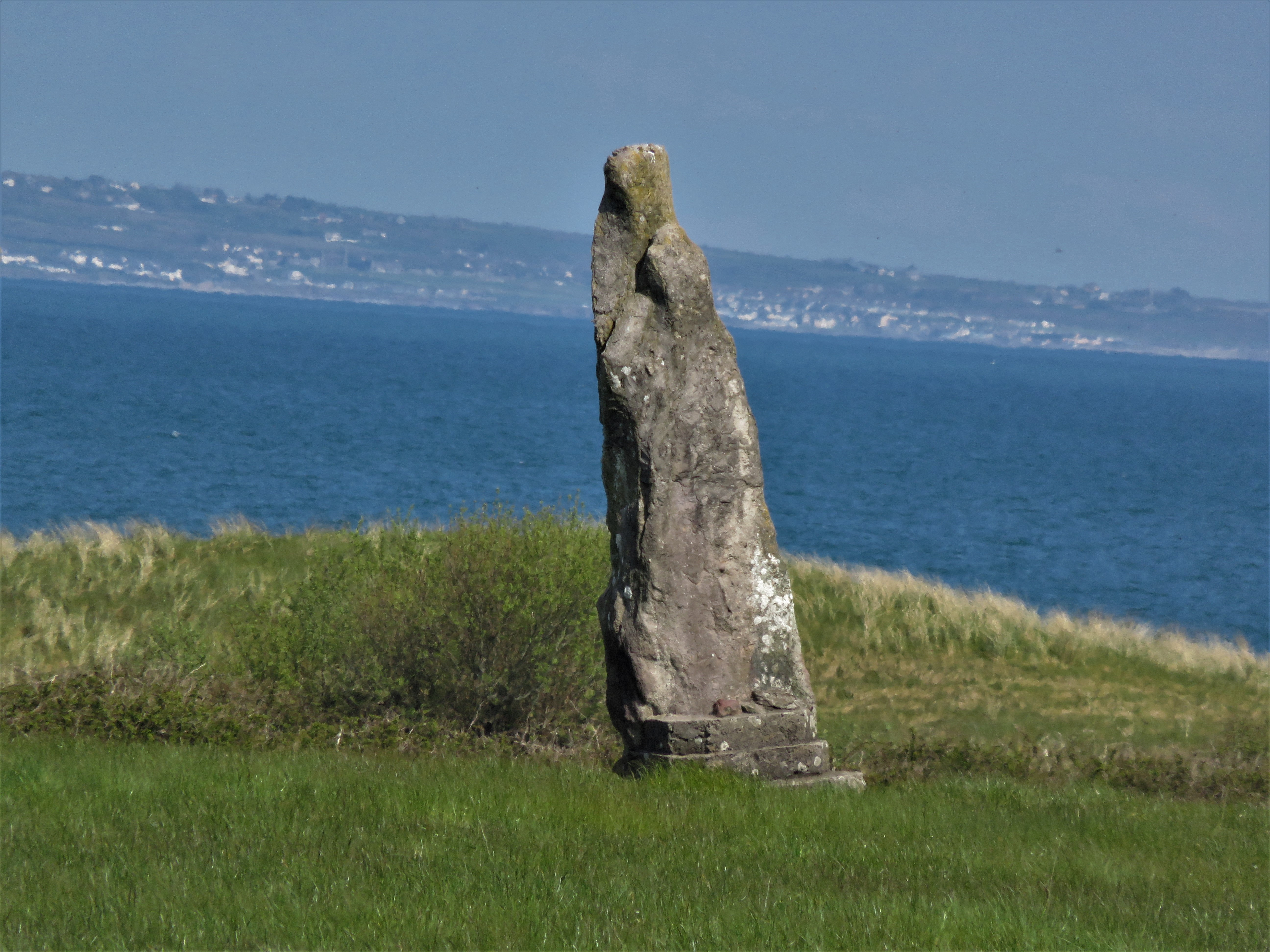
Menhir von Castlegregory

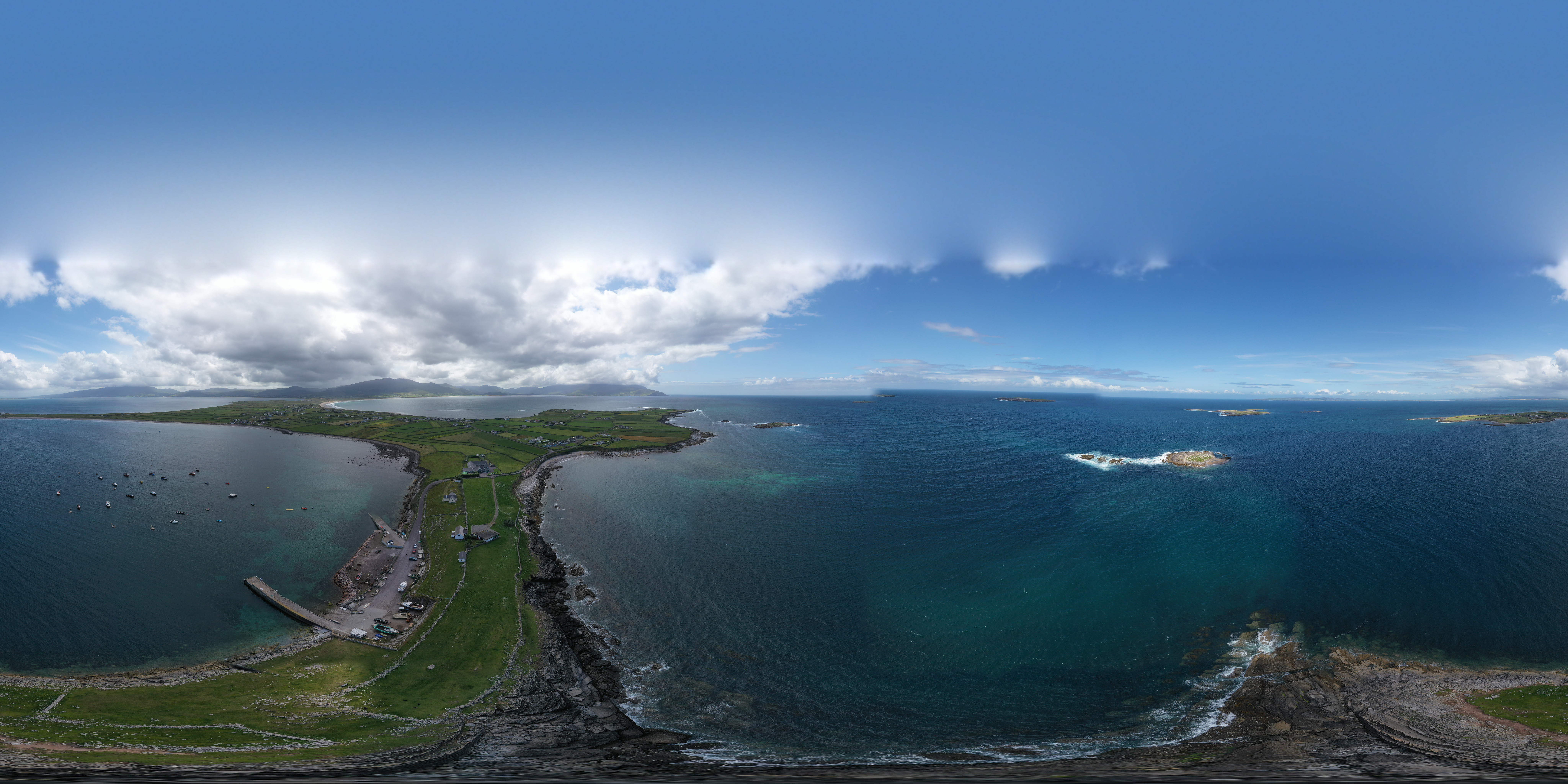
Nordküste mit der Magharee-Halbinsel

Die bergige Halbinsel, deren westliches Ende, Dunmore Head, zugleich den westlichsten Punkt des irischen Festlands darstellt, ist insbesondere in ihrem Westteil von vor- und frühgeschichtlichen Denkmälern übersät. Heraus ragt unter den Sehenswürdigkeiten das Gallarus Oratory, ein rustikaler Kraggewölbebau aus frühchristlicher Zeit, der wie die Beehive-huts von Fahan und das Killelton Oratory in Trockenmauertechnik errichtet wurde. Aber auch Wedge Tombs (The Giants Table, Maumnahaltora und Púicín an Chairn), Steinkisten (Knockane), Cup-and-Ring-Markierungen, Menhire (Cloonsharragh und Ballineetig), Ringforts, Steinreihen (Ardamore) und Promontory Forts (Caherconree, Dunbeg Fort, Dunmore) sowie Cross Slabs (Knockane), Ogam- (Ballintaggart, Coumeenoole North) Menhire und Bullaun-Steine findet man hier. Eine weitere Gruppe sind frühchristliche Kirchenruinen (Kilmalkedar und auf einer der Magharee-Inseln). Relikte, wie die Cloghane church, die Garfinny Bridge und die Pillar Stones von Kilfountan und Reask, sowie die Ruinen von Kirchen (Kilvicadownig) und Klöstern (Raingiléis), alter Burgen (Minard) gehören zum Landschaftsbild der Halbinsel. Der Hafen von Smerwick (nord. Butterhafen) hat seinen Namen von den Wikingern, die hier vermutlich einen Stützpunkt unterhielten.

## Einbindung in der gälischen Mythologie
Auf der Dingle-Halbinsel landete, nach dem Lebor Gabála Érenn („Das Buch von der Einnahme Irlands“), 2242 Jahre nach der Erschaffung der Welt Cessair, eine Enkelin Noahs.
Später kommt Ith aus Breganza in Spanien hier an und wird getötet. Die Tuatha dé Danaan, das mythische Feenvolk der irischen Sage verliert am Slieve Mish (den Phantombergen) die Schlacht gegen die Milesier oder die Gael, die den Tod Iths rächen wollen. Zwei Königinnen der Ankömmlinge Scota und Fais (Fai oder Fas) fallen. Fais Grab befindet sich im Glenfash bei Camp. Scota wurde – dem Mythos zufolge – im Glenscoheen (Scota’s Glen) begraben.
Der Osten, wo das 600 m hoch gelegene Fort Caherconree liegt, wird mit Cú Rois und Cú Chulainn in Verbindung gebracht.
Der Südwesten wird mit der Schlacht von Ventry verbunden, die sich die Fianna mit Donn liefern, dem „König der Welt“.
Die Nordküste ist das Areal des Hl. Brandon (Brandon der Seefahrer). Hier finden zum 952 m hohen dritthöchsten Berg Irlands, dem Mount Brandon, immer noch Prozessionen statt, die man vom Connor Pass wie eine Reihe Ameisen in der Ferne erkennt. Der Mt. Brandon war zuvor ein Heiligtum des Gottes Lugh (entsprechend dem pan-keltischen Lugus), und hier wurde einst Lughnasadh (Herbstanfang und Erntefest) gefeiert.

## Tourismus
Die Dingle-Halbinsel ist neben dem Ring of Kerry, der auf der südlich anschließenden Iveragh-Halbinsel liegt, der touristische Hauptanziehungspunkt im südwestlichen Irland. Der Tourismus wird durch Bootsfahrten zu den Blasket Islands, Angel- und Fahrradtouren, Golfplätze, Reiter- und Planwagenurlaub sowie Wanderrouten befördert. Touristisch interessant sind ein sehr flacher Sandstrand an der Nehrung von Inch und der Slea Head-Drive, die westliche Küstenstraße. Auf Dingle gibt es einige schöne Tageswanderungen z. B. auf den Sliabh Mis oder den Mount Brandon und als Streckenwanderung den Dingle Way; von Tralee über Camp, Annascaul, Dingle, Dunquin, Ballydavid, Cloghane und Castlegregory nach Tralee.